# آلبینا اسیپوویچ
آلبینا اسیپوویچ (به انگلیسی: Albina Osipowich) (زادهٔ ۲۶ فوریهٔ ۱۹۱۱) شناگر اهل ایالات متحده آمریکا است.